# Akureyri
Akureyri város Izland északi részén. Izland negyedik legnagyobb városa. A 2008-as népszámlálás szerint a város teljes lakossága 17 304 fő. Észak-Izland fővárosának is nevezik, mivel jelentős kikötő és halászati központ.

## Története

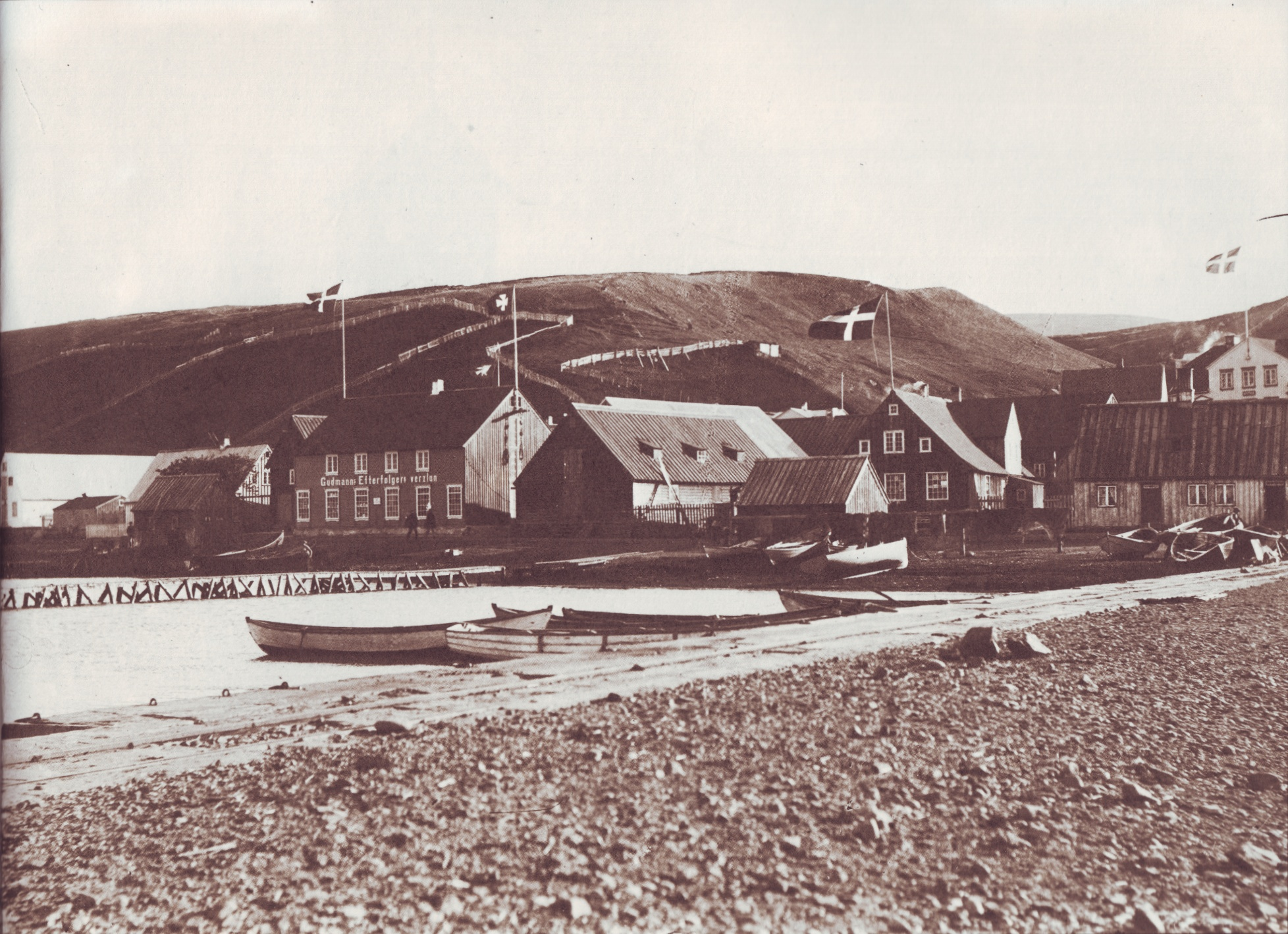
Akureyri a 19. század végén

A norvég viking Helgi Eyvindarson telepedett le először ezen a vidéken a 9. században. Akureyri első írásos említése 1562-ből származik, amikor egy nőt házasságtörésért elítéltek itt. A 17. században dán kereskedők hoztak létre lerakatot a város jelenlegi helyén, ami akkoriban még csak egyike a volt a számos lakható helynek. Azonban a kiváló természetes kikötőhely, és a környező területek jó mezőgazdasági adottságai alátámasztják a helyválasztást. A dán kereskedők nem laktak itt egész évben, télre az épületeiket bezárták, és hazautaztak.
Az első állandó település 1778-ban jött létre, a dán királytól (aki ekkor Izland királya is volt) nyolc évvel később, 1786-ban kapta meg a községi oklevelét, több más izlandi várossal együtt. A király ezzel szerette volna javítani az izlandiak életkörülményeit, mivel addig nem léteztek Izlandon városias térségek. A király törekvései azonban sikertelenek voltak, Akureyri 12 fős népessége nem növekedett. 1836-ban elvesztette községi címét, melyet csak 1862-ben kapott vissza. Ettől kezdve viszont növekedésnek indult, a jó kikötési lehetőségei és valószínűleg még inkább a környező mezőgazdasági területek miatt. A mezőgazdasági termékeket feldolgozó ipar volt a város húzóágazata, ami elősegítette a további fejlődését.
A 20. században Izlandon is bekövetkezett a vidéki népesség tömeges bevándorlása a városokba. A kereskedelem és szolgáltatás vált a legfőbb foglalkoztatóvá, a feldolgozóipar pedig az 1990-es évekre hanyatlásnak indult.

## Fekvése
Akureyri az Eyjafjörður fjord nyugati oldalán található. Magas hegyek veszik körül, amik közül a legmagasabbak a Súlur (1213 m) és a Hlíðarfjall (1116 m). A parti terület egy vékony sík sáv egy meredek, de nem túl magas hegy domb előtt. Korábban számos kis földnyelv (Izlandiul: eyri, mint Akur-eyri) nyúlt be a vékony parti sávból, de a feltöltések hatására ezek eltűntek. Ez alól az egyetlen kivétel az Oddeyri, amit a városon áthaladó folyó, a Glerá hozott létre. Fekvésének köszönhetően viszonylag meleg klímával rendelkezik Akureyri és térsége.

## Közlekedés
Akureyri a régiójának közlekedési központja, kiváló tengeri, légi és szárazföldi kapcsolatai vannak.
A kikötő a város legfontosabb pontja, mivel a megélhetésének alapja a halászat. Itt található néhány nagy halfeldolgozó üzem is, ahová a halászhajók közvetlenül kiköthetnek. De a kikötő az idegenforgalom szempontjából is jelentős, számos nagy sétahajó köt ki itt a nyári hónapokban. De az áruszállításban is jelentős a szerepe.
A város repülőtere főként belföldi járatokat fogad, de alkalmilag nemzetközi járatok is használják. Az Air Iceland naponta többször repülnek Reykjavíkba, további járatainak célpontja Grímsey, Vopnafjörður és Þórshöfn. Menetrend szerinti járatot Koppenhágába 2006 óta üzemeltet az Iceland Express társaság, de csak a nyári hónapokban.
Az Izland körül áthaladó 1-es körút, Akureyrit is keresztül szeli, így közvetlen közúti kapcsolata van az ország többi részével.

## Lakosság

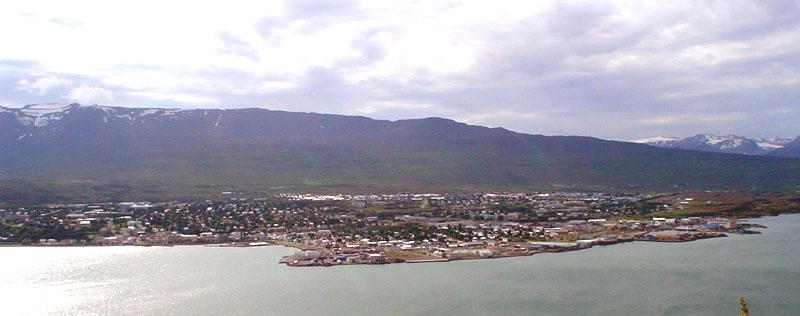
Akureyri légifelvételen

| Év * | Lakosság |
| ---- | -------- |
| 1997 | 15 289   |
| 2003 | 16 228   |
| 2004 | 16 450   |
| 2005 | 16 736   |
| 2006 | 16 822   |

* December 1-jei adatok